# Mike Morreale
Mike Morreale (né le 10 août 1971 à Hamilton en Ontario) est un joueur de football canadien. Il est connu pour sa carrière de receveur pour la Ligue canadienne de football.

## Premières années
Il débute en 1991 avec l'équipe des Maraudeurs de l'université McMaster. En 1994, lors de sa dernière année, il fait sensation avec 116 réceptions pour 1880 verges et le record de l'école avec 16 touchés. En 2005, il est choisi sur l'équipe d'étoiles du siècle de McMaster.

## Carrière professionnelle
Il débute ses 12 années professionnelles en 1995, avec les Argonauts de Toronto. En 1997, il rejoint les Tiger-Cats de Hamilton et y joue durant 5 ans puis revient chez les Argonauts de Toronto en 2002. Puis il revient chez les Tiger-Cats de Hamilton de 2004 à 2006. Il remporte deux coupes Grey en 1997 avec Toronto et en 1999 avec Hamilton.
Il remporte aussi plusieurs trophées personnels comme meilleur joueur canadien de la ligue en 1998, meilleur joueur canadien de la coupe Grey en 1999 et le trophée Tom-Pate (en) pour l'esprit sportif et l'engagement communautaire en 2000. Il a fait partie de l'équipe d'entraîneurs de l'université McMaster en 2007. De 2012 à 2014 il a été président de l'Association des joueurs de la Ligue canadienne de football (en).

## Vie personnelle
Mike Morreale est marié avec Jackie Chetcuti qui vient aussi de Hamilton.